# Les Peintures
Les Peintures is een gemeente in het Franse departement Gironde (regio Nouvelle-Aquitaine). De plaats maakt deel uit van het arrondissement Libourne. Les Peintures telde op 1 januari 2022 1.633 inwoners.

## Geografie
De oppervlakte van Les Peintures bedroeg op 1 januari 2022 13,13 vierkante kilometer; de bevolkingsdichtheid was toen 124,4 inwoners per km².

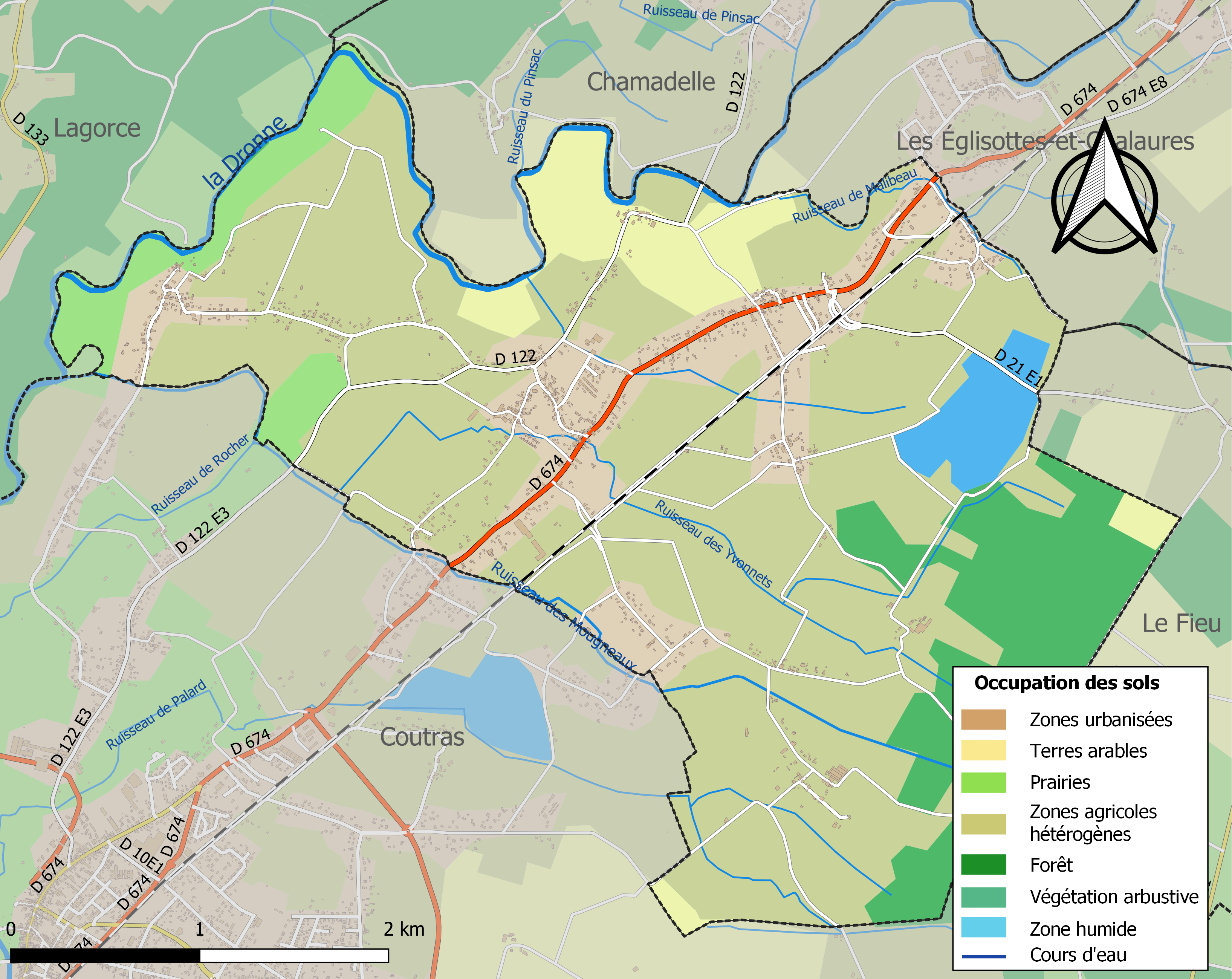
Kaart van de gemeente met belangrijkste infrastructuur, bodemgebruik en omliggende gemeenten

## Demografie
Onderstaande figuur toont het verloop van het inwonertal (bron: INSEE-tellingen).